# Бейкер, Норман
Но́рман Бе́йкер (англ. Norman Baker; 18 ноября 1928 — 22 ноября 2017) — американский мореплаватель и путешественник, лётчик, писатель.

## Биография
Родился в Бруклине, с детства мечтал о морских путешествиях. Окончил Корнеллский университет в Итаке в качестве бакалавра гражданского машиностроения.
Служил помощником штурмана на американском эсминце, участвовал в Корейской войне.
В середине 1950-х гг., участвуя в тихоокеанских гонках, Бейкер познакомился на Таити с Туром Хейердалом. Он был представлен норвежцу как отличный астронавигатор, способный аквалангист и сильный мореплаватель. Запомнивший эти характеристики Хейердал более чем через 10 лет пригласил Нормана в свою экспедицию.
Норман Бейкер участвовал в качестве штурмана и радиста в океанских экспедициях Тура Хейердала на папирусных лодках «Ра» (1969), «Ра-2» (1970) и на тростниковой лодке «Тигрис» (1977—1978).
Служил в Национальном лыжном патруле, инструктором по океанографии в Военно-морском резерве.
В 1986 году Норман совместно со своей семьёй восстановил построенное ровно за 100 лет до этого норвежское рыболовное судно «Анна-Кристина» и участвовал с ним в нью-йоркском параде парусников. Спустя 9 лет парусник пропал в море. Поскольку Бейкера не было на его борту (впервые за всё время плаваний судна), страховка была аннулирована. Пережив большое разочарование, Норман Бейкер вернулся к другой своей давней мечте — пилотированию. Его четырёхместный самолёт «Cessna 172» носил имя «Анна-Кристина-2».
Норман Бейкер — соавтор (совместно с Барбарой Мэрфи) детской книги «Тур Хейердал и папирусная лодка „Ра“» (Thor Heyerdahl and the Reed Boat Ra, 1974).
Увлекался сплавом на каноэ по реке с порогами, дайвингом, верховой ездой, авиапилотированием.
Проживал в Виндзоре, штат Массачусетс. Жена — Мэри Энн, дети — Дэниел, Элизабет и Митчелл.
Погиб через несколько дней после своего 89-летия 22 ноября 2017 года в авиационной катастрофе на своей «Cessna 172», разбившейся в окрестностях города Питсфорд округа Ратленд в штате Вермонт.